# Кушакевич Олексій Юхимович
Олексій Юхимович Кушаке́вич (1865—1931) — військовий діяч Російської імперії та Української Держави (1918). Помічник начальника Головного штабу Української Держави, військовий комендант Києва, голова Комісії проходження служби Української Держави.
Брат київського зоолога Сергія Кушакевича.